# Lech (Wzgórza Lewińskie)
Lech (739 m n.p.m.) – szczyt  w południowo-zachodniej Polsce, w Sudetach Środkowych, w paśmie Wzgórz Lewińskich, na północ od wsi Kulin Kłodzki.

## Szlaki turystyczne
Zachodnim zboczem biegnie szlak:
- Ptak (Fort Karola) – Lisia Przełęcz – Kulin Kłodzki – do miasta Polanica-Zdrój.